# قبل أن تبرد القهوة
قبل أن تبرد القهوة هي سلسلة روايات خيالية يابانية للكاتب الياباني توشيكازو كاواغوتشي صدرت في أربعة أجزاء تحمل الاسم الياباني (اليابانية: コーヒーが冷めないうちに). صدرت الرواية الأولى في اليابان عام 2015. والرواية الثانية حملت الاسم الياباني (اليابانية: この嘘がばれないうちに) (الترجمة الحرفية: قبل أن تنكشف هذه الكذبة) عام 2017. والرواية الثالثة (اليابانية: 思い出が消えないうちに) (الترجمة الحرفية: قبل أن تتلاشى الذكريات) صدرت في اليابان عام 2018. وأخيراً الرواية الرابعة عام 2021 بالعنوان الياباني (اليابانية: さよならも言えないうちに).
تروي هذه الروايات قصة مقهى في طوكيو يسمح لزوّاره برحلة عبر الزمن عند احتسائهم فنجان قهوة، على أن يعودوا قبل أن يبرد هذا الفنجان.

## الملخص
تحدث أحداث الرواية في مقهى في طوكيو يُسمَّى "فونيكولي فونيكولا" يقع في زقاق خلفي ضيق في المدينة. تجري في هذا المقهى تجربة فريدة تتجلى بالعودة بالزمن إلى الزمان الذي يختارونه ضمن مجموعة من القواعد. هذه التجربة تتاح فقط في مقعد واحد، على أن ينتظر العميل ذهاب الشبح الذي يجلس على هذا الكرسي إلى المرحاض، بمجرد العودة بالزمن، لا يمكن للزبائن مغادرة هذا المقعد، ويمكنهم فقط مقابلة الأشخاص الذين زاروا هذا المقهى في الماضي، لكن مهما حدث في الماضي، فلن يؤثر ذلك على الحاضر ويغيره. والشرط الأهم في هذه التجربة، هو عودة الزبون إلى الحاضر قبل أن يبرد فنجانه القهوة (قرابة ساعة واحدة)
تتبع الرواية قصص موظفي المقهى، ولا سيما النادلة والتي تدعى "كازو"، وأربعة زبائن مختلفين. الزبون الأول هي سيدة أعمال تدعى فوميكو، تحاول إصلاح علاقتها مع صديقها بعد أن غادر البلاد للحصول على وظيفة في الولايات المتحدة. الزبون الثاني، ممرضة تدعى كوهتاكي، تحاول العثور على رسالة كتبها زوجها المصاب بمرض الزهايمر. الزبون الثالث، صاحبة حانة تدعى هيراي، تحاول بدء محادثة مع أختها التي كانت تتجنبها. الزبون الرابع هو إحدا مالكي المقهى، تدعى كي، تحاول الذهاب إلى المستقبل للتحدث مع ابنتها التي لم تولد بعد. ومن خلال قصص شخصياته الأربعة، يوصل المؤلف رسالة مقنعة: الماضي لا يمكن تغييره، لكن المستقبل يظل مفتوحًا ومليئًا بالاحتمالات.

## الترجمة العربية
نشرت الدار العربية للعلوم ناشرون الترجمة العربية للرواية الأولى عن منتدى فايز علمي في مركز التعريب والبرمجة عام 2020، وحملت ذات الاسم قبل أن تبرد القهوة. بلغ عدد صفحات النسخة العربية للجزء الأول من الرواية 250 صفحة، وهي ترجمة عن الترجمة الإنجليزية للرواية التي قدم هذه الترجمة من اليابانية إلى الإنجليزية جيفري تروسيلو.
ترجم الجزء الثاني من الرواية ماجد أحمد وحملت العنوان «قبل أن تبرد القهوة: حكايات من المقهى»، ونشرتها الدار العربية للعلوم ناشرون.
فيما حمل الجزء الثالث من الرواية اسم «قبل أن تبرد القهوة: قبل أن تتلاشى ذاكرتك»، أيضاً نشرتها الدار العربية للعلوم ناشرون. والجزء الرابع حمل اسم «قبل أن تبرد القهوة: قبل أن نقول وداعاً». والجزء الخامس والاخير حمل اسم «قبل أن تبرد القهوة: قبل أن ننسى الطيبة»، ترجمة زينة إدريس.

## الجوائز
وفقاً لموقع ديدلاين، فقد كانت الرواية الأكثر مبيعاً في الولايات المتحدة خلال عام 2021، واحتلت صدارة الروايات الخيالية العالمية الأكثر مبيعاً في المملكة المتحدة لثلاثة وعشرين شهراً حتّى أكتوبر 2021، وأفضل ترجمة لرواية أدبية في 2020. كذلك حقق الكتاب الصوتي لها في منصة أمازون الصوتية المرتبة الأولى في ذات العام، وكانت ضمن قائمة الروايات الأكثر مبيعاً في إيطاليا لإثنين وثمانين أسبوعاً.

## تاريخ
بدأت القصة في الأصل كمسرحية، قبل أن تتحول إلى رواية في عام 2015. في عام 2017، تم إصدار تكملة قبل أن تبرد القهوة: حكايات من المقهى. تم نشر تكملة ثانية قبل أن تتلاشى ذاكرتك في عام 2018  وفي عام 2021، تم إصدار جزء رابع بعنوان قبل أن نقول وداعًا .
في عام 2018، تم تحويل الرواية إلى فيلم مقهى فونيكولي فونيكولا ، بطولة كاسومي أريمورا. في أكتوبر 2021، تم الإعلان عن قيام SK Global وThe Jackal Group بتطوير وتمويل وإنتاج مسلسل تلفزيوني مقتبس من الرواية.